# Dikkenek
Dikkenek ist eine vor allem in Belgien sehr bekannte französisch-belgische Filmkomödie, die von Eric Bassoff, Marc Libert und Luc Besson (Executive Producer) produziert wurde. Die Regie führte Olivier Van Hoofstadt. Der Film startete am 21. Juni 2006 in den belgischen und französischen Kinos und wurde am 24. Januar 2007 auf DVD veröffentlicht.
Das Wort „Dikkenek“ (dicker Nacken) stammt aus dem Flämischen und ist eine typische Brüsseler Ausdrucksweise für einen überheblichen, alles wissen wollenden Menschen (Großmaul). Es bezieht sich auf J.C., die von Jean-Luc Couchard verkörperte Hauptperson des Films.

## Handlung
Der Film spielt hauptsächlich in der belgischen Hauptstadt Brüssel und in Flandern. Am Ende treffen sich alle handelnden Personen auf der Geburtstagsfeier von Fabienne.